# 巴中恩陽機場
巴中恩陽機場是中國四川省巴中市的一座民用機場，位於巴中市西南13公里的恩陽區兴隆场乡凤凰庙村，與巴中市區公路距離24公里。
機場定位為國內支線機場，規劃飛行區等級4C，跑道長2600公尺，计划到2020年輸送量30萬人次。

## 建设历程
2012年10月，巴中正式启动机场前期工作。
2014年7月3日，獲國務院、中央軍委批覆同意興建。
2015年2月5日，巴中恩阳机场试验段开工。
2017年10月，建筑面积为13000平方米的机场航站楼开始施工。
2017年10月31日，机场跑道开始实施水稳层铺筑。
2018年9月21日至25日，巴中机场顺利完成校飞工作。
2019年2月3日，机场正式通航。

## 机场信息
巴中恩阳机场飞行区等级按4C标准设计，拥有一条长2600米、宽45米的跑道和一条长183米、宽18米的垂直联络道，跑道主降方向设1套I类精密进近仪表着陆系统和灯光系统，次降方向设B类简易进近灯光系统，在跑道东北端外侧设有1座全向信标/测距仪台；拥有一座13000平方米的航站楼（初步设计时为5000平方米）、4个C类机位站坪，5000平方米的停车场，300平方米的货运库，1700平方米的机场业务综合楼，1280平方米的职工生活用房；建有1座塔台和650平方米的航管楼及配套通信、导航、气象、供电等辅助设施。2025年预计旅客吞吐量90万人次/年、货邮吞吐量3000吨/年、飞机起降10714架次/年。

## 航点
| 航空公司     | 目的地                     |
| ------------ | -------------------------- |
| 中国国际航空 | 北京/大兴、成都、上海/浦东 |
| 深圳航空     | 深圳                       |
| 青島航空     | 青島、桂林                 |
| 中国南方航空 | 廣州、义乌、烏魯木齊       |
| 长龙航空     | 寧波                       |
| 长安航空     | 西安、海口                 |
| 吉祥航空     | 麗江、南京                 |